# Tatá Werneck
Talita "Tatá" Werneck Arguelhes (Rio de Janeiro, 11 de agosto de 1983) é uma apresentadora, atriz, comediante, musicista, dubladora, roteirista e repórter brasileira. Iniciou os seus estudos de atuação com apenas nove anos e, aos onze, apresentou-se em seu primeiro espetáculo teatral. A sua estreia em um programa televisionado ocorreu em 2008, quando ingressou no elenco de Dilemas de Irene. Dois anos depois, integrou a equipe de Quinta Categoria, da MTV Brasil, tendo participado de diversos outros programas da emissora entre 2010 e 2012.
Tatá apenas foi alçar à fama em 2013, após passar no teste de interpretação, e obter o papel de uma cômica piriguete que almejava se casar com um homem rico, na telenovela Amor à Vida, transmitida pela TV Globo. A sua atuação registrou enorme êxito e consagrou-a como a revelação do ano quase que unanimemente na imprensa. Tamanho foi o sucesso que a artista foi indicada à premiação americana Shorty Awards e conquistou diversos outros prêmios nacionais. Desde então, a humorista estrelou programas do canal Multishow, incluindo o êxito Vai Que Cola e o cômico Tudo pela Audiência, apresentando-o com o humorista Fábio Porchat, bem como a telenovela I Love Paraisópolis, contracenando como protagonista com Bruna Marquezine, novamente na Globo. Em 2016, Tatá realizou atuação exitosa em Haja Coração - o seu terceiro papel em um folhetim em três anos e, em fevereiro de 2017, estreou nos cinemas como protagonista de TOC: Transtornada Obsessiva Compulsiva - o seu primeiro filme como atriz principal. Com a estreia de Lady Night, em abril, Werneck tornou-se a primeira mulher a apresentar um programa de entrevistas do gênero late night em uma emissora por assinatura na televisão brasileira. Em 2018, interpretou a divertida Lucrécia em Deus Salve o Rei, novela das sete da Globo.
Em termos de atuação, Tatá destaca-se por sua hábil improvisação, e em maio de 2016, foi considerada pela jornalista Nathália Carapeços, do jornal Zero Hora, "um dos principais nomes do humor no país". Em 2010, a atriz foi eleita a humorista mais engraçada do país pelos leitores do site Universo Online. Em 2013, recebeu a alcunha "Rainha do Improviso" do portal iG e, em 2014, conquistou o título de "Atriz Revelação" em uma enquete realizada pelo Folha de S.Paulo com os telespectadores da TV Globo. Além disso, foi nomeada "Mulher do Ano" pela edição brasileira da revista masculina GQ e converteu-se na primeira comediante a estrelar uma propaganda da empresa de cosméticos L'Oréal. Em maio de 2016, a revista Capricho nomeou-a "Rainha da Comédia".
Além de atriz, Tatá é vocalista de um grupo musical chamado Renatinho, desde 2015, e atua ativamente em defesa da proteção aos animais e da inclusão social das pessoas com deficiência, tendo sido um dos fundadores do primeiro grupo teatral brasileiro a produzir peças acessíveis àqueles, chamado Os Inclusos e os Sisos - Teatro de Mobilização pela Diversidade.

## Biografia e carreira

### 1983–2011: Início da vida e da carreira artística

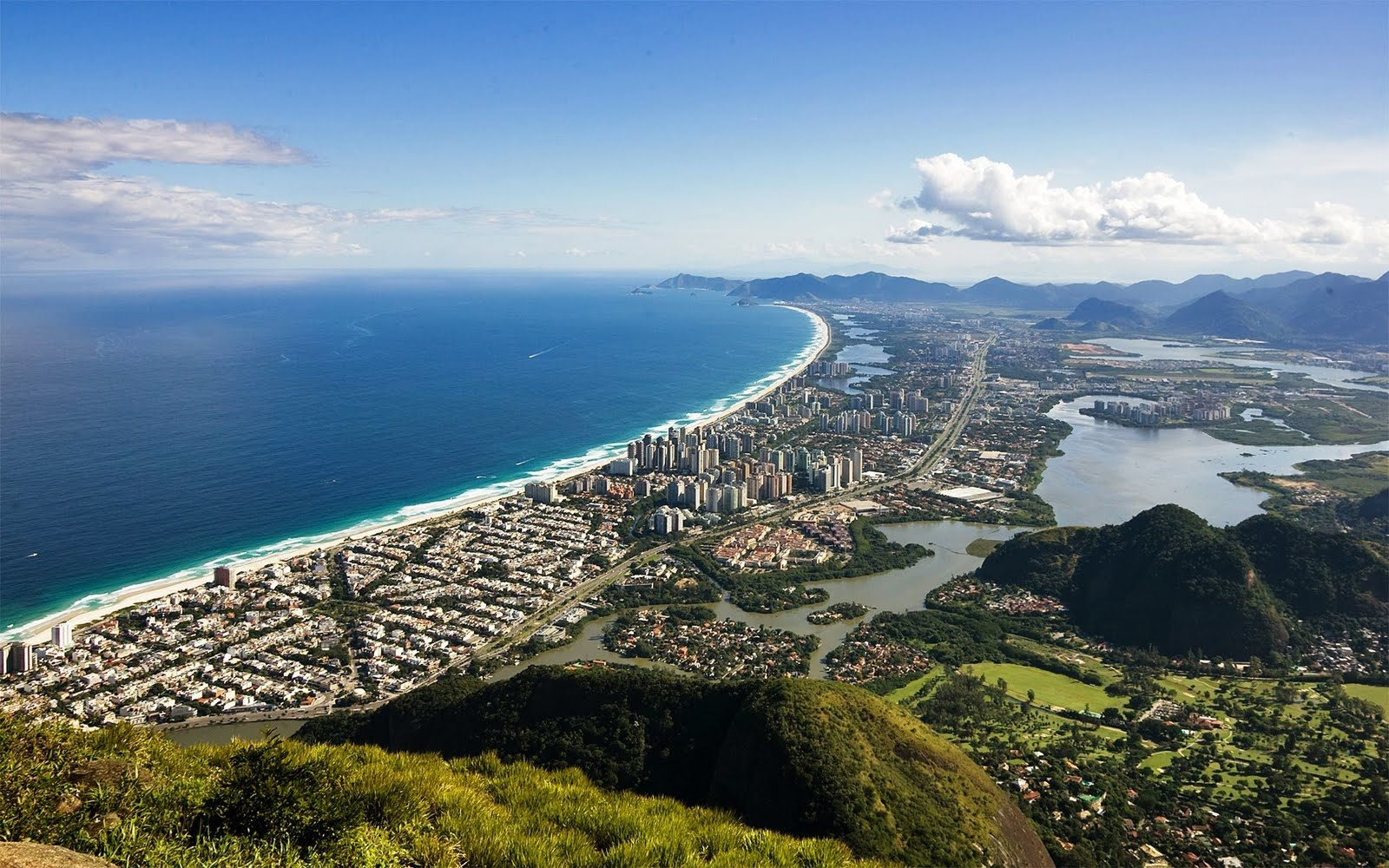
Visão panorâmica da Barra da Tijuca, bairro do Rio de Janeiro, cidade natal de Tatá Werneck

Talita Werneck Arguelhes nasceu em 11 de agosto de 1983, na Barra da Tijuca, no município do Rio de Janeiro. Filha da escritora Cláudia Werneck e do editor Alberto de Jesus Arguelhes, ela tem um irmão mais velho, Diego Werneck Arguelhes, doutorado em direito e professor. Tatá educou-se em colégios tradicionais, como o Santo Agostinho e o Colégio PH, mas foi expulsa de ambas as instituições por conduta inadequada. Numa delas, organizou um abaixo-assinado para retirar o diretor. Aos nove anos, foi matriculada em um curso de teatro realizado pela atriz Sura Berditchevsky, e, aos onze anos, atuou em sua primeira peça profissional no musical Annie. Em 1994, participou do programa Xuxa Park, de Xuxa Meneghel, a quem a atriz creditou, em 2014, a inspiração para a adoção do nome artístico "Tatá". Formou-se em Publicidade e Propaganda, na PUC do Rio, e em Artes Cênicas, na Universidade Federal do Estado do Rio de Janeiro, e, em 2003, contribuiu para a fundação do grupo de teatro Os Inclusos e os Sisos - Teatro de Mobilização pela Diversidade, o primeiro brasileiro a realizar espetáculos acessíveis às pessoas com quaisquer tipos de deficiência.
O seu primeiro trabalho em um programa televisionado foi na série Dilemas de Irene, em 2008. Em 2009, a atriz interpretou Carla, em Os Buchas, e participou do espetáculo Improvável, da Cia. Barbixas de Humor. No ano seguinte, Tatá estrelou a produção DezImprovisa, juntamente com o humorista Rodrigo Capella, que foi assistida por trezentos mil espectadores em apenas um ano de exibição por todo o Brasil. O espetáculo era desenvolvido pela improvisação dos atores e registrou bastante êxito tanto com o público quanto com a imprensa. Também em 2010, Tatá fez a sua primeira aparição na extinta MTV Brasil, no programa humorístico Quinta Categoria, juntamente com Paulinho Serra e Rodrigo Capella, e, devido às gravações, foi viver em São Paulo. Ainda no mesmo ano, ela integrou o elenco de Comédia MTV, com Marcelo Adnet, Dani Calabresa, Bento Ribeiro, Fabio Rabin, Paulinho Serra, Rafael Queiroga, Guilherme Santana e Rodrigo Capella, e, em agosto, foi eleita pelos leitores do site Universo Online (UOL) a humorista mais engraçada do Brasil. Na MTV, também estrelou os programas Comédia MTV ao Vivo e Trolalá, ambos em 2012, e Tá Quente, no início de 2013.
Em 2010, participou do filme Podia Ser Pior, com Fábio Porchat, Fernando Caruso, Gregorio Duvivier, entre outros, e, no ano seguinte, contracenou novamente com Porchat como protagonista em Teste de Elenco, ambos dirigidos por Ian SBF. Em outubro de 2012, obteve um breve papel em De Pernas pro Ar 2, com Ingrid Guimarães, Maria Paula e Luís Miranda. Nesse, Tatá interpretou uma atriz decadente vítima de cleptomania, que passava uma temporada em um spa, para o qual a personagem de Ingrid vai à procura de descanso e vivencia situações cômicas.

### 2011–2014: O estrelato nacional
Sempre quis ir [para a TV Globo], mas nunca achei que pudesse me enquadrar em um perfil Globo. Rola o tal padrão de qualidade. Eu olho para a Paolla Oliveira, que é a mulher mais linda, que anda em câmera lenta, e eu assim... Achava que tudo o que eu fazia era muito anárquico para esse padrão que atende a todo o Brasil.

—Tatá Werneck em entrevista ao periódico O Dia sobre ingressar na equipe da TV Globo.
Quando De Pernas Pro Ar 2 estreou nos cinemas, em dezembro de 2012, registrou êxito de bilheteria, ultrapassando a marca de 4,8 milhões de espectadores. Por essa altura, Tatá recebera propostas contratuais com a Rede Bandeirantes e cogitava renovar o contrato com a MTV, mas foi contatada por Bruna Bueno, produtora de elenco da TV Globo, que a informou sobre exames avaliativos que a emissora estaria promovendo para a sua próxima telenovela a ser exibida às 21 horas. Embora acreditasse não se enquadrar no "padrão-novela", a atriz realizou desempenho excelente, no início de 2013, e foi admitida na produção, firmando contrato com a emissora em 1.º de fevereiro.
Em 20 de maio de 2013, ocorreu a estreia de Amor à Vida. Na trama de Walcyr Carrasco, Tatá viveu Valdirene, uma piriguete que não sabia ser sensual, como a própria atriz descreveu, filha da ex-chacrete "Márcia" (interpretada por Elizabeth Savalla), que a instruía a ascender na vida por meio de um casamento com um homem rico. Embora apaixonada por Carlito (Anderson Di Rizzi), com quem tem uma filha, a piriguete não perdia o foco e assediava várias personalidades famosas, entre elas o futebolista Neymar, o cantor Gusttavo Lima e o atleta Gustavo Borges. Em sua incessante busca por fama, a moça conseguiu entrar no reality show Big Brother Brasil 14 e, autorizada pelos produtores da novela a improvisar situações com os verdadeiros participantes, Tatá proporcionou momentos cômicos como Valdirene, que, quando eliminada, precisou de ser retirada à força.
A personagem repercutiu positivamente em todo o país. Numa pesquisa realizada com os telespectadores da emissora em São Paulo, por exemplo, Valdirene, Félix (Mateus Solano) e Márcia (Elizabeth Savala) foram eleitos os mais populares entre o público, tendo todos aceitação "absurda", de acordo com os realizadores da enquete. Além disso, alçou a atriz ao estrelato nacional e fê-la receber o troféu de "Atriz Revelação" tanto no Prêmio Extra de Televisão quanto no Prêmio Contigo! e no Melhores do Ano (Domingão do Faustão), no qual foi eleita pelos espectadores, em março de 2014, ultrapassando Juliana Paiva e Maria Casadevall. Também ganhou o Troféu Imprensa (e Troféu Internet) de "Revelação do Ano" (concorrendo com Anitta e Tiago Abravanel). Tamanho foi o sucesso que, em fevereiro de 2014, a atriz recebeu uma indicação à premiação Shorty Awards, nos Estados Unidos, na categoria "Melhor Comediante", que acabou por ser entregue ao americano Patton Oswalt. No entanto, em razão do êxito de sua atuação, a intérprete foi requisitada para diversos comerciais e campanhas e, consequentemente, no início de 2014, foi chamada "a figura do momento" pela colunista Mônica Bergamo, do Folha de S.Paulo.
Em novembro de 2013, Tatá estreou Sem Análise, programa exibido pelo canal de televisão por assinatura Multishow, no qual interpretava diversos personagens nas esquetes. Em 2014, a atriz declinou a oportunidade de participar de uma outra telenovela e estrelou como apresentadora, juntamente com Fábio Porchat, o programa humorístico Tudo pela Audiência, também do Multishow, que consiste em uma sátira aos programas de auditório e conta com a participação de diversos convidados, entre eles Alexandre Frota, Eliana e Preta Gil. No entanto, em maio daquele ano, foi anunciada como protagonista de uma telenovela de Alcides Nogueira e Mário Teixeira, à época sem título, que seria exibida no horário das 19 horas, em 2015, substituindo Alto Astral. Na trama, intitulada I Love Paraisópolis, Tatá interpretaria Mari, uma moça batalhadora e romântica crescida em Paraisópolis, a maior favela de São Paulo, porém, foi substituída por Bruna Marquezine pelos diretores da Globo, que avaliaram ser mais adequado para a atriz um personagem cômico. Também protagonista, a humorista viveu a personagem Pandora (Danda), irmã de criação de Marizete.
Ainda em 2014, Tatá estrelou a segunda temporada de Vai Que Cola, uma vez mais no Multishow. Na sitcom, viveu a personagem Eloísa, taxista caracterizada por um penteado "Pigmalião", monocelha e pelos acima dos lábios, que, por vezes, auxilia Dona Jô (Catarina Abdala) na entrega de quentinhas, sendo descrita pela própria atriz como alguém que "não sabe se é homem, se é mulher, se é lésbica, se não o é... e entra para a turma da pensão para fazer coisas pontuais". Sobre o seu ingresso na equipe, comentou: "Sou muito fã do elenco e às vezes me pego assistindo e admirando. O programa demanda muita energia, mas quando você faz com o público e vê o retorno da plateia, tudo vale".

### 2015–2022: Nomeada como destaque da comédia nacional eLady Night
Em 2015, Tatá foi nomeada "um dos destaques da comédia nacional" por Vanessa Scalei, do periódico Zero Hora. No início desse ano, estreou nos cinemas o filme Loucas Pra Casar, no qual a atriz interpretou a religiosa Maria e disputa com Malu (Ingrid Guimarães) e Lúcia (Suzana Pires) o noivo Samuel (Marcio Garcia). Em maio desse mesmo ano, foi exibida a segunda temporada de Tudo pela Audiência e, no mesmo mês, a atriz foi requisitada pelo Multishow para integrar o elenco da terceira temporada de Vai Que Cola. Como Tatá não pôde, em razão das gravações da telenovela I Love Paraisópolis, o canal fez questão de esperá-la para finalizar as gravações da sitcom. Nesse mesmo ano, teve de recusar o convite para atuar na refilmagem do programa Escolinha do Professor Raimundo, da TV Globo, por as gravações novamente coincidirem com as de I Love Paraisópolis, exibida entre maio e novembro de 2015. Tatá interpretaria Tati, personagem originalmente vivida por Heloísa Périssé, e foi substituída por Fernanda Souza. Sobre a sua desistência, declarou: "Fiquei muito triste por não ter feito. Eu soube da Escolinha três meses antes e eu não sabia que ia cair nas duas últimas semanas de gravação da novela. Eram os últimos capítulos e todas as cenas eram tipo monólogos (...) Preferi não fazer porque não ia dar conta, mas fiquei muito feliz com a Fernandinha, porque eu a adoro e sei que vai ser um sucesso". A atriz também é muito requisita em participações em quadros de programas como Globo 50 Anos, Domingão do Faustão no quadro (Quadro Se Liga no Passado) e no Caldeirão do Huck participando de uma pegadinha em Bruna Marquezine.

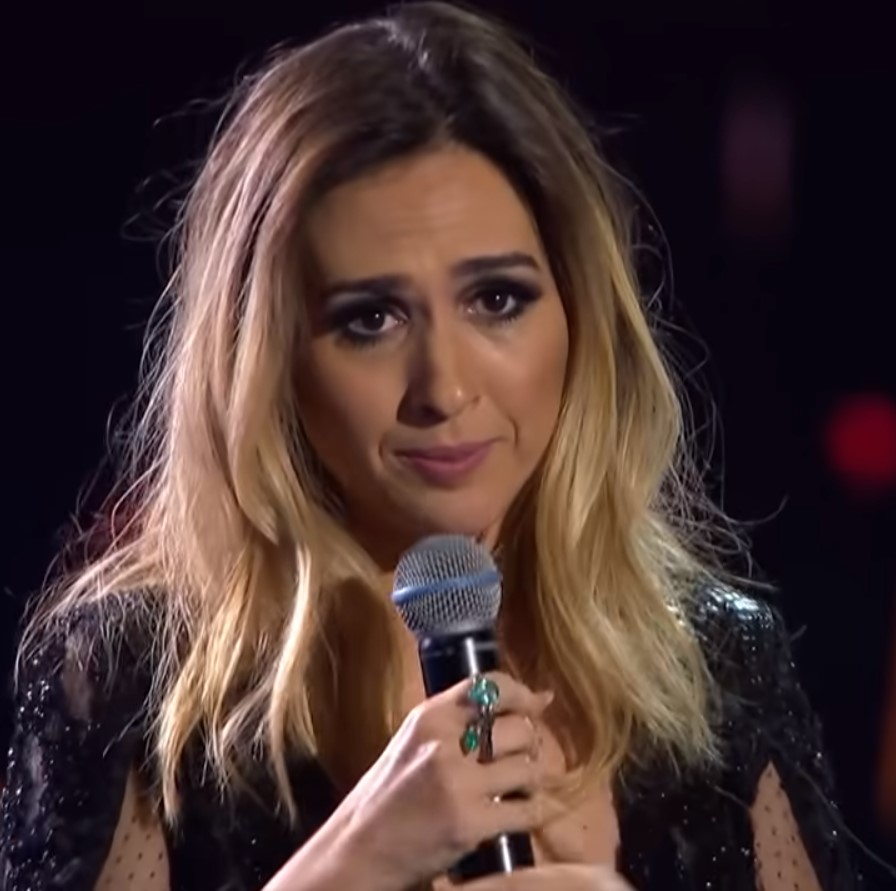
Werneck apresentando o Prêmio Multishow em 2016

Com o fim de I Love Paraisópolis, a atriz pôde enfim retornar ao elenco de Vai Que Cola, participando de oito episódios. Na terceira temporada da sitcom, a sua personagem, a taxista Eloísa, viveu "uma relação meio Romeu e Julieta do transporte público", como descreveu um noticiarista do Folha de S.Paulo, com o cobrador de ônibus Zélio, interpretado por Paulinho Serra. Em setembro, Tatá foi confirmada como a intérprete de Fedora Abdala, em Haja Coração, telenovela exibida às 19 horas pela TV Globo em substituição a Totalmente Demais. A trama é baseada em outra telenovela da emissora, Sassaricando, de 1987, e estreou em 31 de maio de 2016. Fedora, originalmente vivida por Cristina Pereira, é uma patricinha mimada que, na obra de 2016, almeja conquistar mais seguidores nas redes sociais, e foi descrita por Werneck como alguém "sem limites" e "exagerada em tudo que faz" por "acreditar que o mundo gira em torno do seu umbigo". Em 2016, a atriz iniciou as gravações de TOC, um filme no qual interpretará uma mulher vítima de transtorno obsessivo-compulsivo. No mesmo ano, iniciou-se as gravações da terceira temporada de Tudo pelo Audiência, cujo primeiro episódio foi exibido no dia 9 de maio. O Estranho Show de Renatinho, um programa de entrevistas com games e improvisos, estreou no Multishow em 22 de agosto; a atração é apresentada por Werneck e os integrantes de seu grupo musical, a banda Renatinho. Para 2017, a atriz anunciou um musical com Ingrid Guimarães, descrevendo-o como "uma sátira sobre duas comediantes que estrelam um musical em busca de reconhecimento". No mesmo ano, entregou o troféu de "Melhor Ator de Cinema" no Prêmio Quem de Televisão

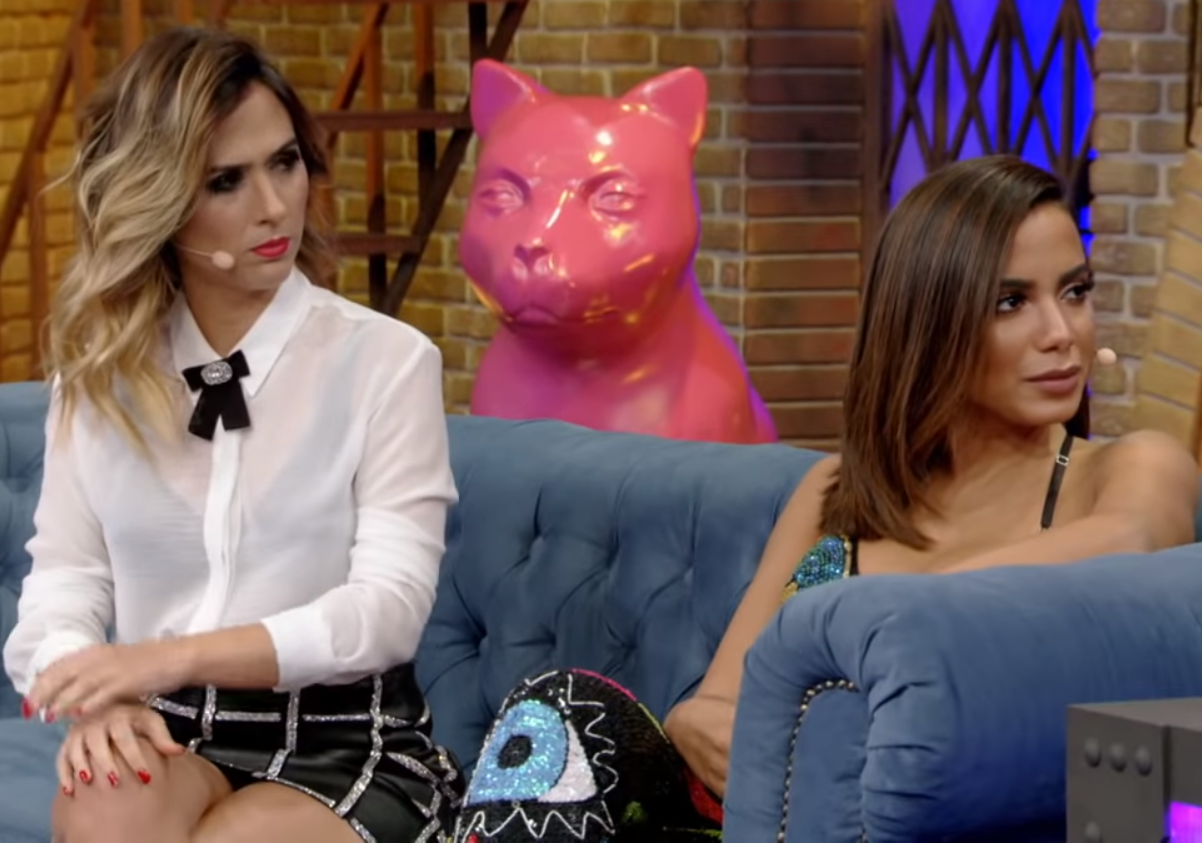
Werneck durante gravação do talk-show Lady Night com Anitta, 2018

Em 2 de fevereiro de 2017, estreou nos cinemas TOC: Transtornada Obsessiva Compulsiva, filme em que Werneck vive Kika K. Esse foi o seu primeiro trabalho cinematográfico como protagonista. Além de atriz, Werneck também contribuiu para a escrita do roteiro do longa-metragem. O filme estreou em 300 salas e atraiu 113 531 pessoas ao cinema em seu fim de semana de estreia, tendo sido o sétimo longa-metragem mais assistido do período. Em 10 de abril, a artista estreou o programa de entrevistas Lady Night, no Multishow. O programa liderou a audiência nas emissoras por assinatura em seu primeiro dia de exibição e conquistou a terceira colocação entre os mais assistidos de todo o Brasil, com mais de um milhão de espectadores. Além disso, a sua primeira semana registrou a maior audiência entre os programas do canal, de modo que já se cogita uma segunda temporada para o mesmo. Com Lady Night, Tatá tornou-se a primeira mulher a comandar um programa de entrevistas do gênero late night em uma emissora por assinatura na televisão brasileira. Além disso, Lady Night recebeu críticas positivas da imprensa. Ricardo Feltrin, colunista do site Uol, por exemplo, classificou-o como "ótimo", tendo afirmando que a atração "tem tudo para se tornar o maior sucesso do canal este ano" e elogiado os seus "quadros engraçados e criativos". Feltrin prosseguiu:
"Os quadros são engraçados, inteligentes, ágeis e fazem o programa definitivamente não dever nada a nenhum de seus similares na TV aberta, como o The Noite (SBT) ou Programa do Porchat (Record). Pelo contrário. Porchat e Gentili poderiam ter sérios problemas caso o Lady Night fosse exibido na Globo ou em qualquer outro canal aberto no mesmo horário que o deles [...] Se o alto nível se mantiver nos próximos episódios, certamente vai concorrer a melhor programa de 2017 - seja da TV aberta ou fechada. Na verdade, com exceção de alguns palavrões ocasionais, o Lady Night poderia estar na grade da TV Globo em horário nobre. Seria sucesso na certa".
Lady Night encerrou a sua primeira temporada em 12 de maio, tendo sido assistido por mais de onze milhões de pessoas. Em maio de 2017, Tatá Werneck e Cauã Reymond iniciaram as gravações de um filme de comédia em que darão vida a dois policiais sem sucesso na carreira, que terão o desafio de esclarecer as ações de um assassino em série de uma pequena cidade. A obra será produzida pela Biônica Filmes e dirigida por Marcus Baldini. A produção, que conta com a contribuição de Tatá para a escrita do roteiro, chamar-se-á A Dupla e deverá estrear em fevereiro de 2018. De acordo com Flávio Ricco, colunista do portal UOL, Tatá Werneck foi requisitada para interpretar uma princesa em Deus Salve o Rei, novela a ser exibida na faixa das 19 horas na TV Globo a partir de 2018.

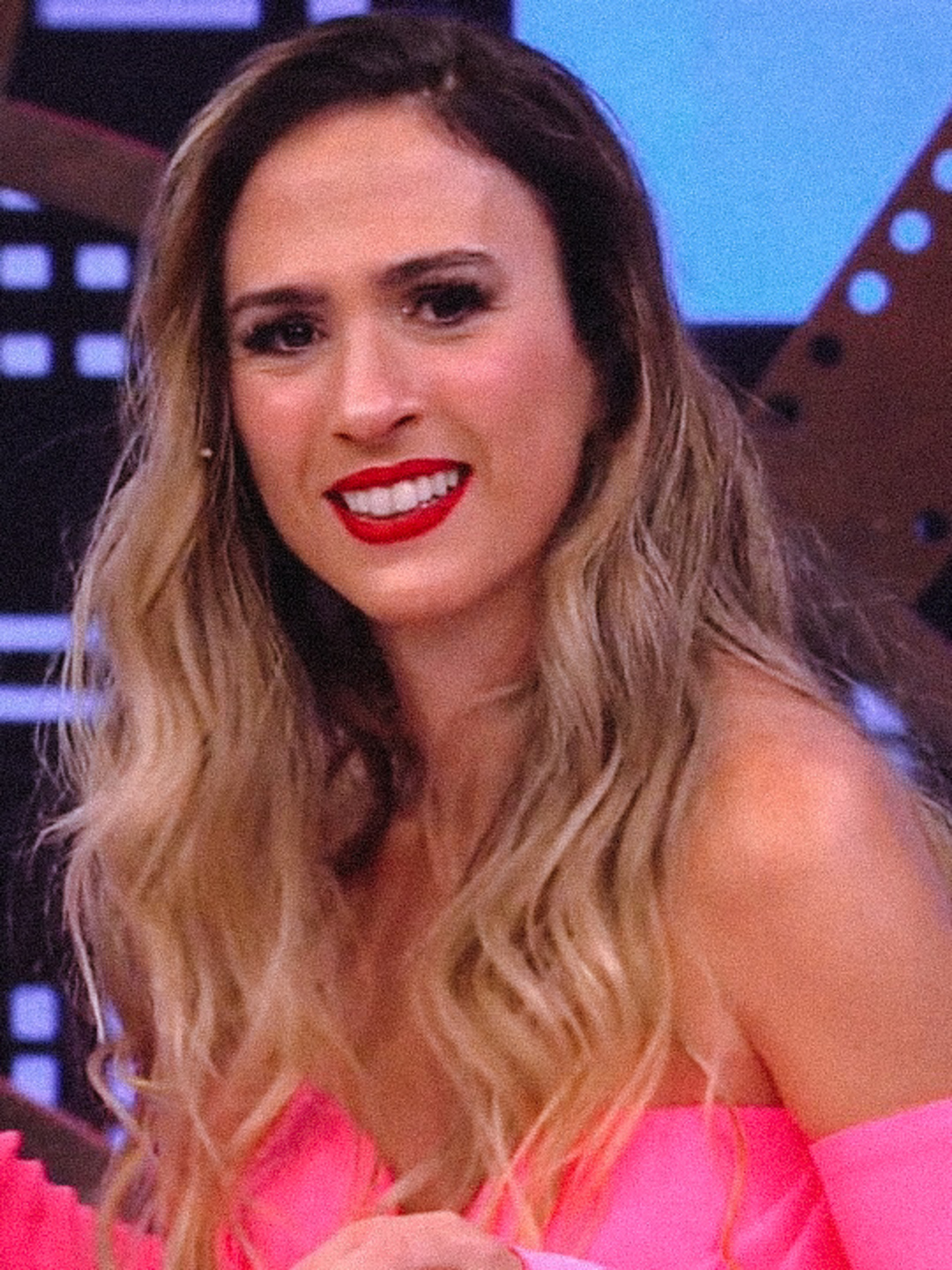
Werneck em seu programa Lady Night em 2021

Em 2019, a atriz protagonizou ao lado de Eduardo Sterblitch a série Shippados, dos roteiristas Fernanda Young e Alexandre Machado. Além disso, seu talk show Lady Night passou a ser exibido na TV aberta pela TV Globo, em uma parceria com o Multishow que também confirmou uma quarta temporada para o segundo semestre do mesmo ano.
Em dezembro de 2020, um dos donos da RedeTV! disse que iria processar Tatá Werneck devido a uma piada que ela fez sobre a emissora no Prêmio Multishow: "Gente, não repare, eu vim de moto direto, entendeu? Eu vim assim. Peguei no varal, tá molhada ainda. Isso aqui é o orçamento de uma grade da RedeTV!. Pelo amor de Deus, gente, não quero que vocês reparem". Após o anúncio do processo, Tatá Werneck voltou a fazer piadas com a RedeTV! Escrevendo para O Dia, Flávia Oliveira comparou Tatá Werneck com Felipe Neto, por comentar todos os assuntos em alta na internet, e viu nas piadas um deboche com todos os funcionários da emissora. Em 2020, a imprensa divulgou que Tatá ganhava cerca de R$ 300 mil por mês da TV Globo.
Em janeiro de 2022, foi confirmada como jurada da segunda temporada do The Masked Singer Brasil, na TV Globo, com estreia prevista para 23 do mesmo mês.

### 2023–presente: Terra e Paixão
Em 2023 volta às novelas em Terra e Paixão, na pele de Anely do Carmo, uma mulher aparentemente de família e casada com Odilon (Jonathan Azevedo), mas secretamente faz stripper virtual para ganhar uma renda extra, sendo, posteriormente, chantageada por Andrade, seu cunhado.

## Outros trabalhos

### Ativismo social
Desde a faculdade de teatro, sempre tive vontade de fazer algo, porque não havia espaços acessíveis para pessoas com deficiência. Começamos [ela e os seus amigos] a fazer esquetes de comédia sobre discriminação com audiodescrição para pessoas cegas, intérprete de libras, legenda eletrônica para pessoas surdas e por aí vai.

—Tatá Werneck sobre o seu grupo teatral destinado às pessoas com deficiência.
Tatá Werneck é um dos artistas que promovem a inclusão social. Em 2003, a atriz fundou com amigos de sua universidade e com o auxílio de sua mãe, Claudia, relevante figura da luta pelos direitos da pessoa com deficiência, o primeiro grupo teatral acessível àquelas pessoas, chamado Os Inclusos e os Sisos – Teatro de Mobilização pela Diversidade, contendo intérprete de libras, legendas eletrônicas para deficientes auditivos, audiodescrição, rampas para deficientes físicos e visita guiada ao cenário. Sobre o motivo de fundar a companhia, declarou: "Sempre achei muito estranho dizer que todos estavam convidados para uma peça, se não estavam. Os surdos não podiam ouvir os diálogos e os cegos não viam as cenas". Até setembro de 2011, o grupo havia realizado 180 apresentações para mais de 40 mil espectadores por todo o Brasil.
Em 2008, uma das peças apresentadas pela equipe recebeu uma menção honrosa de "Melhor Comédia" no Festival Claro Curtas. Além disso, Os Inclusos e os Sisos foi indicado ao Prêmio Faz Diferença, do jornal O Globo, em 2010, na categoria "Megazine" e, em 2014, foi condecorado com um prêmio em Viena, na Áustria, pela Essl Foundation, instituição que participa da implementação da Convenção Internacional sobre os Direitos das Pessoas com Deficiência da ONU, e nomeado um dos projetos mais inovadores do planeta.
Autodeclarada uma amante dos animais, a atriz também se dedica à proteção de animais abandonados, tendo, em 2013, adquirido uma propriedade em Cachoeiras de Macacu, no Rio de Janeiro, a qual afirmou tencionar transformá-la em um abrigo para animais. "A primeira coisa que fiz quando entrei para a TV, antes de pensar em casa e essas coisas, foi procurar um lugar onde pudesse instalar um abrigo para animais abandonados. Por enquanto, estou com alguns cães, mas preciso de seis meses para esterilizar tudo", declarou a atriz em 2014. Em outubro de 2013, Tatá expressou nas redes sociais o seu apoio aos ativistas do Caso Beagles de São Roque, que invadiram o Instituto Royal, na cidade de São Roque, no estado de São Paulo, e resgataram cães da raça Beagle, coelhos e camundongos, acusando o laboratório de crueldade para com os animais.
Em 2016 Tatá declarou que tornou-se vegana por uma questão ideológica e, por isso não consegue comer nada de origem animal. Anteriormente a atriz havia ficado três anos vegana, mas havia voltado a consumir peixe e queijo.

### Publicidade
Com o sucesso da personagem Valdirene, de Amor à Vida, Tatá Werneck tornou-se objeto de desejo para as marcas, estampando as capas de dezessete revistas em apenas oito meses e recebendo um total de 103 propostas para contratos publicitários, das quais apenas aceitou 32. Como resultado, foi chamada "a nova queridinha da propaganda" por redatores da revista Exame. Já no segundo semestre de 2013, Tatá protagonizou uma série on-line da loja eletrônica Mobly. Em agosto, tornou-se garota-propaganda da farmacêutica sul-africana Aspen Pharma, estrelando a campanha do fitoterápico Alcachofra. Numa enquete realizada pelo portal iG com um grupo de publicitários, que elegeu os cinco artistas mais populares do ano entre os agentes de anúncios comerciais, em novembro, a humorista ficou em terceiro lugar. No mesmo mês, a moça estrelou a campanha de natal da Hering Store. No início de 2014, foi noticiado que a atriz recebia, pelo menos, 400 mil reais por participação em uma propaganda comercial. Nesse mesmo ano, Tatá estrelou um comercial da marca de cerveja Pilsen, juntamente com Carolina Dieckmann, Débora Nascimento, entre outras, e substituiu Sabrina Sato como garota-propaganda da marca de moda Mercatto.

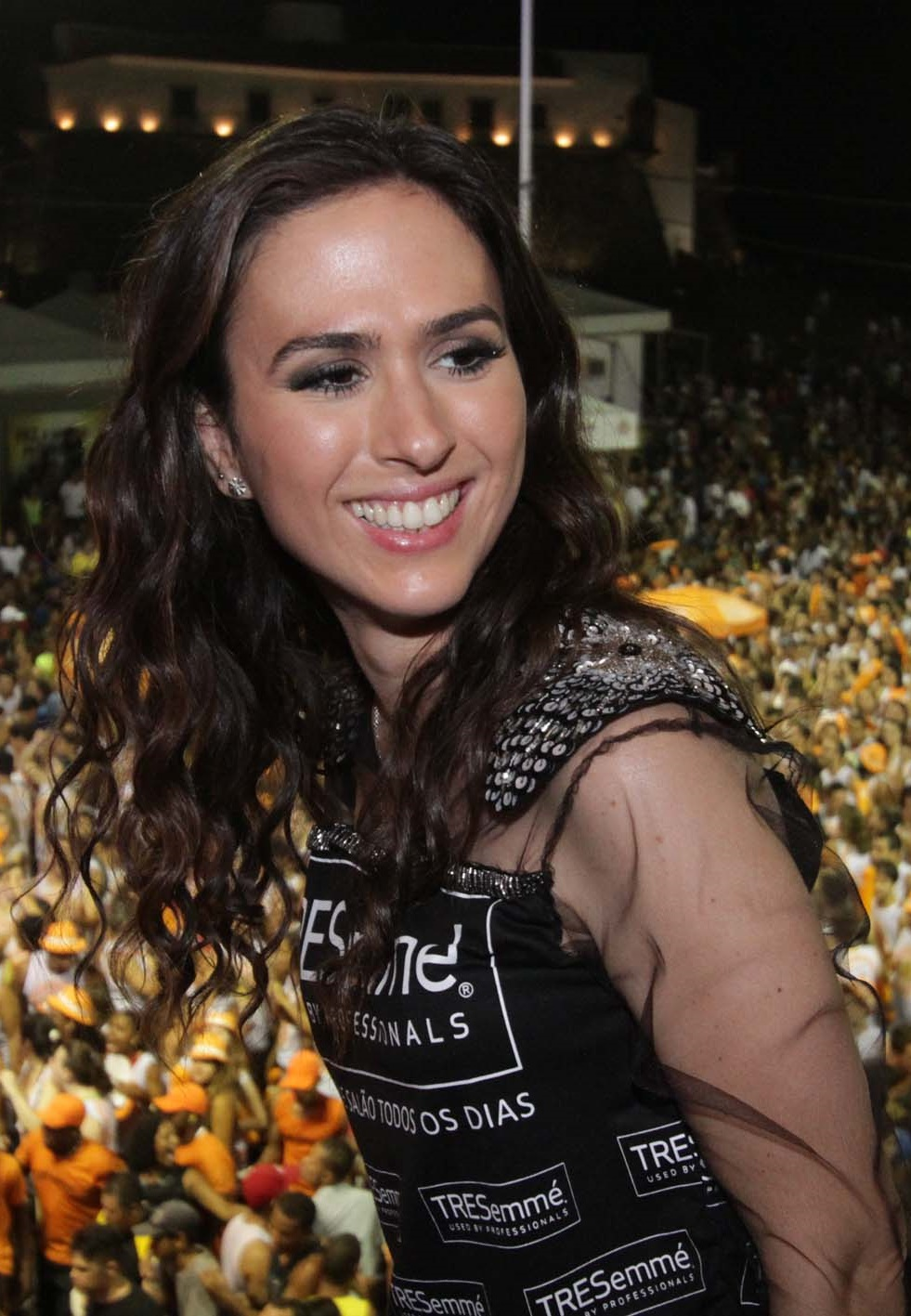
Werneck no Carnaval de Salvador em 2014

A atriz estampou o ônibus turístico Salvador Bus, na Bahia, promovendo a empresa telefônica Oi. Ainda para a empresa, realizou as campanhas Oi, Eu Tô Na Copa — com Caio Castro, Joel Santana, Hélio de La Peña e Túlio Maravilha —, Satélite - Oi TV e Tatá Com Tudo, voltadas para comerciais televisivos, vídeos e anúncios na Internet, mídias impressa e exterior, e estações radiofônicas. Nesta última, interpretou seis personagens: a namorada ciumenta, a adolescente, a grávida, a hipocondríaca, a consultora e a mulher com dupla personalidade. Para o Banco do Brasil, protagonizou duas campanhas, Casamento e Vestibular, tendo a última se convertido na publicação mais popular do início do ano nas redes sociais brasileiras, com 187 mil aprovações e 27 mil compartilhamentos. Juntamente com Fernanda Torres, foi transformada em "voz da consciência" de uma mulher em um comercial do sabão líquido Ariel. "Enquanto Tatá sugere lavar a roupa com sabão em pó, Fernanda defende os benefícios do uso de Ariel Líquido, como remover as manchas na primeira lavagem e sem esfregar. O resultado disso é uma disputa bem-humorada pela conquista da preferência do consumidor", explicou um representante da agência. Em fevereiro de 2015, a atriz tornou-se garota-propaganda da marca de produtos de beleza Garnier, da empresa L'Oréal, batizando uma das nuances da marca, a de número 53, o "Castanho Tatá". Com isto, tornou-se a primeira humorista a estrelar uma campanha de produtos capilares da L'Oréal. Em novembro, estrelou, com Vampeta, Eri Johnson e Gaby Amarantos, o comercial da cerveja Antarctica Subzero.
Em 29 de janeiro de 2016, Tatá tingiu o cabelo de loiro para uma outra campanha da Garnier Nutrisse, e resolveu manter a coloração para a personagem Fedora, de Haja Coração. Meses depois, estrelou a campanha da linha de joias Life by Vivara, usando apenas uma jaqueta jeans. Em agosto, a humorista estrelou a campanha Coisas de Calcinha, criada pela Sunset para os canais digitais de Carefree, e, em setembro, protagonizou uma campanha para a marca de adoçantes Zero-Cal criado pela FCB Brasil, com a assinatura Novo Zero-Cal Sucralose. Em 22 de maio de 2017, a atriz estreou uma campanha composta por seis filmes voltada às redes sociais e à Internet da Carefree®, marca de produtos para cuidados femininos.

### Banda Renatinho
O grupo Renatinho foi fundado em 2012 por Tatá Werneck e os comediantes Maurício Meirelles (do programa Custe o Que Custar, ou CQC), Murilo Couto (do programa The Noite), Marco Gonçalves e Nil Agra. Tatá é vocalista, tecladista e baterista; Maurício, guitarrista; Murilo, baixista, tecladista e vocalista; Marco, também guitarrista; e Nil, baterista e vocalista. Todos participam do processo de composição das letras, que têm "a identidade e o DNA" dos integrantes, como explicou Marco Gonçalves. Em maio de 2014, Tatá revelou que os músicos trabalhavam em um disco intitulado Flavio, embora tenha afirmado, em março de 2015, que o disco com quinze faixas chamar-se-ia Greatest Hits. Na Internet, encontram-se as gravações "Postes", "Gospel" e "Juninho", entre outras. A primeira apresentação de Renatinho ocorreu em 2012, no Comédia MTV Ao Vivo, e, em 2015, o grupo apresentou-se no festival Risadaria, realizado no Parque do Ibirapuera, em São Paulo.
Nesse mesmo ano, o grupo lançou um vídeo musical para a canção "Travesti de Fogo" e provocou furor na imprensa, recebendo acusações de transfobia em razão da letra da obra, que contém os trechos: "Às vezes tenho medo de travesti/Tem o rosto feminino e masculino ao mesmo tempo (...) Às vezes, [os travestis] na bolsa carregam navalhas/E assassinam pessoas mil". Os integrantes desculparam-se imediatamente após serem criticados, afirmando terem sido mal interpretados, não serem transfóbicos e terem a intenção apenas de divertir e tecer uma crítica àqueles que justificam o preconceito com um medo infundado, como os próprios escreveram nas redes sociais.

## Vida pessoal
De 2006 a 2012, Werneck foi namorada do engenheiro Felipe Gutnik. Em 2013, Tatá e Felipe reataram. Em 2014, por conta de seu trabalho, Gutnik teve de se mudar para o exterior, e a atriz preferiu continuar morando no Brasil; de tal forma, a relação foi encerrada. Anteriormente, Tatá havia namorado o ator Beni Falcone. Em abril de 2015, assumiu estar em um relacionamento sério com o ator Renato Góes, mas o namoro durou apenas sete meses. Em 2016, se envolveu com o cantor Tiago Iorc e o ator Gabriel Godoy. Em fevereiro de 2017 começou a namorar o ator Rafael Vitti, porém ambos só confirmaram a relação em junho, durante uma viagem romântica que fizeram pela Europa. No final do mesmo ano, foram morar juntos. Em março de 2019, Tatá confirmou estar grávida de uma menina. Em 23 de outubro de 2019, Tatá deu a luz, através de parto cesariana, no Rio de Janeiro, à sua primeira filha: Clara Maria Werneck Vitti.

## Filmografia

### Televisão
| Ano             | Título                                | Papel / Função                              | Nota                                     |
| --------------- | ------------------------------------- | ------------------------------------------- | ---------------------------------------- |
| 1994            | Xuxa Park                             | Convidada                                   | Quadro: "Xala Clip"                      |
| 2008            | Dilemas de Irene                      | Amiga traída                                | Episódio: "Paranóia ou Intuição?!?"      |
| 2009            | Os Buchas                             | Carla                                       | Episódio: "Li"                           |
| 2010            | Quinta Categoria                      | Apresentadora / Vários papéis               |                                          |
| 2010            | Comédia MTV                           | Apresentadora / Vários papéis               |                                          |
| 2010            | Furo MTV                              | Apresentadora convidada                     |                                          |
| 2010            | Infortúnio com a Funérea              | Aline (voz)                                 | Episódio: "14 de dezembro"               |
| 2011            | Acesso MTV                            | Repórter / Apresentadora convidada          | Episódio: "23 de maio"                   |
| 2011            | Acesso MTV                            | Repórter / Apresentadora convidada          | Episódio: "29 de agosto"                 |
| 2011            | Acesso MTV                            | Repórter / Apresentadora convidada          | Episódio: "22 de setembro"               |
| 2011            | MTV Video Music Brasil                | Apresentadora                               |                                          |
| 2011            | Luv MTV                               | Ela mesma                                   | Episódio: "12 de outubro"                |
| 2012            | Vai pra Praia Que o Pariu             | Vários personagens                          |                                          |
| 2012            | Furo MTV                              | Repórter                                    |                                          |
| 2012            | Comédia MTV ao Vivo                   | Vários personagens                          |                                          |
| 2012            | Trolalá                               | Apresentadora                               |                                          |
| 2012            | MTV Video Music Brasil                | Apresentadora                               |                                          |
| 2012            | Família Imperial                      | Carlota Joaquina de Bourbon                 | Episódio: "2012 x 1812"                  |
| 2012            | Astros                                | Jurada convidada                            | Episódio: "2 de dezembro"                |
| 2013            | Tá Quente                             | Apresentadora                               |                                          |
| 2013            | Sem Análise                           | Vários                                      |                                          |
| 2013            | Fantástico                            | Repórter                                    | Quadro: "Repórter por um Dia"            |
| 2013            | Caldeirão do Huck                     | Repórter                                    | Quadro: "Copa das Confederações"         |
| 2013            | Roberto Carlos Especial               | Fã                                          | Especial de fim de ano                   |
| 2013            | Amor à Vida                           | Valdirene do Espírito Santo                 |                                          |
| 2014            | Big Brother Brasil 14                 | Valdirene do Espírito Santo                 | Episódios: "15–16 de janeiro"            |
| 2014            | Vem Aí                                | Apresentadora                               |                                          |
| 2014            | Caldeirão do Huck                     | Repórter                                    | Quadro: "Copa do Mundo FIFA de 2014"     |
| 2014            | Prêmio Multishow de Música Brasileira | Apresentadora                               |                                          |
| 2014            | Vai que Cola                          | Eloísa                                      |                                          |
| 2014            | Tudo pela Audiência                   | Apresentadora                               |                                          |
| 2015            | Alto Astral                           | Ela mesma                                   | Episódio: "2 de maio"                    |
| 2015            | I Love Paraisópolis                   | Pandora Balbino Uchoa (Danda)               |                                          |
| 2016            | O Estranho Show De Renatinho          | Apresentadora                               |                                          |
| 2016            | Vídeo Show                            | Repórter                                    | Episódio: "21 de outubro"                |
| 2016            | TVZ Ao Vivo                           | Apresentadora convidada                     | Episódio: "6 de dezembro"                |
| 2016            | Totalmente Demais                     | Fedora Abdala Varella                       | Episódio: "30 de maio"                   |
| 2016            | Haja Coração                          | Fedora Abdala Varella                       |                                          |
| 2016            | Prêmio Multishow de Música Brasileira | Apresentadora                               |                                          |
| 2017            | Pega Pega                             | Ela mesma                                   | Episódios: "31 de outubro–1 de novembro" |
| 2017            | Caldeirão de Ouro                     | Apresentadora                               |                                          |
| 2017-presente   | Lady Night                            | Apresentadora                               |                                          |
| 2018            | Deus Salve o Rei                      | Lucrécia de Vila Rosso, Princesa de Alcaluz |                                          |
| 2019            | Shippados                             | Rita Tenório Lima                           |                                          |
| 2020            | Lady and Bofe                         | Apresentadora                               |                                          |
| 2021-22 2025-25 | The Masked Singer Brasil              | Jurada                                      |                                          |
| 2022            | Cara e Coragem                        | Tatá                                        | Episódio: "29 de julho"                  |
| 2023            | Terra e Paixão                        | Anely do Carmo                              |                                          |
| 2024            | No Rancho Fundo                       | Voz da Ansiedade                            | Episódio: "8 de junho"                   |
| 2024            | Um Beijo do Gordo                     | Ela mesma                                   |                                          |

### Cinema
| Ano  | Título                                 | Personagem         | Nota                          |
| ---- | -------------------------------------- | ------------------ | ----------------------------- |
| 2010 | Podia Ser Pior                         | Talita             |                               |
| 2011 | Teste de Elenco                        | Tay                |                               |
| 2012 | De Pernas pro Ar 2                     | Juliana            |                               |
| 2015 | Loucas Pra Casar                       | Maria              |                               |
| 2017 | TOC: Transtornada Obsessiva Compulsiva | Kika K / Francisca | Também roteirista             |
| 2018 | Uma Quase Dupla                        | Keyla              | Também colaboração no roteiro |
| 2023 | Minha Irmã e Eu                        | Mirelly            |                               |

### Dublagem
| Ano  | Título                               | Personagem          | Nota |
| ---- | ------------------------------------ | ------------------- | ---- |
| 2014 | Aviões 2 - Heróis do Fogo ao Resgate | Lil Dipper (voz)    |      |
| 2016 | Pets - A Vida Secreta dos Bichos     | Gigi / Gidget (voz) |      |
| 2024 | Divertida Mente 2                    | Ansiedade (voz)     |      |

### Web/Internet
| Ano  | Título                              | Empresa/Marca      | Personagem                   | Canal            |
| ---- | ----------------------------------- | ------------------ | ---------------------------- | ---------------- |
| 2011 | Movimento Agora Vai                 | MRV Engenharia     | Sem personagem               | YouTube          |
| 2012 | Todos os Estilos Tilibra            | Tilibra            | Vários                       | YouTube          |
| 2012 | Internet-se                         | NET                | Guru Edit View               | YouTube          |
| 2012 | Chiclets Nação Fantástica           | Estúdio MOL        | Vários                       | YouTube          |
| 2013 | Imagina o Carnaval, Imagina a Festa | Brahma             | Sem personagem               | YouTube          |
| 2013 | 24 horas no New Fiesta Hatch        | Ford Motor Company | Sem personagem               | Facebook         |
| 2013 | Teste do Sofá                       | Mobly              | Gerente da Loja/Cliente      | YouTube          |
| 2014 | Vestibular                          | Banco do Brasil    | Estudante                    | YouTube          |
| 2014 | Casamento                           | Banco do Brasil    | Noiva viciada em rede social | YouTube          |
| 2014 | Bate-Bola Abusado                   | C&A                | Apresentadora                | YouTube          |
| 2016 | Café com Tatá                       | Zero-Cal           | Entrevistadora               | YouTube          |
| 2016 | Coisas de Calcinha                  | Carefree Brasil    | Apresentadora                | YouTube          |
| 2017 | Motivos para usar Carefree          | Carefree Brasil    | Apresentadora                | Facebook/YouTube |

### Vídeos musicais
| Ano  | Artista         | Música                       |
| ---- | --------------- | ---------------------------- |
| 2012 | Lipstick        | "Eu Vou Pro Roquenroll"      |
| 2014 | Ana Carolina    | "Pole Dance"                 |
| 2015 | Banda Renatinho | "Travesti de Fogo"           |
| 2018 | Luan Santana    | "Mc Lençol e DJ Travesseiro" |

## Teatro
| Ano     | Espetáculo                             | Personagem     |
| ------- | -------------------------------------- | -------------- |
| 1994    | Annie                                  |                |
| 1998    | Diário de um Adolescente Hipocondríaco |                |
| 1998    | Antígona                               |                |
| 1998    | Medeia                                 |                |
| 1998    | Navalha na Carne                       |                |
| 2003–09 | Esquetes da Escola de Gente            | Vários         |
| 2005    | O AntiCabaré da Cia                    |                |
| 2005–07 | Histórias do Final da Fila             | Vários         |
| 2007–10 | Ninguém Mais Vai Ser Bonzinho          | Laurinha       |
| 2008    | Meu Primeiro Anão                      | Branca de Neve |
| 2008    | Mestre                                 |                |
| 2009    | Espetáculos com o grupo Os Avacalhados | Vários         |
| 2009    | Improvável                             | Vários         |
| 2010–11 | DezImprovisa                           | Várias         |
| 2011    | Um Amigo Diferente?                    |                |
| 2012    | Quinta Categoria no Teatro             | Vários         |
| 2012    | Grande Elenco                          | Vários         |

## Discografia

### Singles
com Banda Renatinho
| Título             | Ano  | Videoclipe | Álbum                         |
| ------------------ | ---- | ---------- | ----------------------------- |
| "Juninho"          | 2015 | Sim        | Não adicionado a nenhum álbum |
| "Travesti de Fogo" | 2015 | Sim        | Não adicionado a nenhum álbum |
| "Menina Vértebra"  | 2015 | Não        | Não adicionado a nenhum álbum |
| "Postes"           | 2015 | Não        | Não adicionado a nenhum álbum |
| "Gospel"           | 2015 | Não        | Não adicionado a nenhum álbum |
| "Inverso"          | 2015 | Não        | Não adicionado a nenhum álbum |
| "A Tocha"          | 2015 | Não        | Não adicionado a nenhum álbum |
| "Plágio"           | 2015 | Não        | Não adicionado a nenhum álbum |
| "Victor Mendes"    | 2015 | Não        | Não adicionado a nenhum álbum |
| "Pula"             | 2015 | Não        | Não adicionado a nenhum álbum |
| "Treme Treme"      | 2015 | Não        | Não adicionado a nenhum álbum |
| "Uelton John"      | 2015 | Não        | Não adicionado a nenhum álbum |

## Reconhecimento
Desde o início de sua carreira, Tatá Werneck tem colhido elogios por sua atuação na comédia nacional, tendo sido, inclusive, classificada pela jornalista Nathália Carapeços, do jornal Zero Hora, em maio de 2016, como "um dos principais nomes do humor no país". A atriz foi nomeada "Revelação do Teatro de Humor de 2009", pelo periódico Gazeta Digital, do grupo Gazeta. Em 2010, a atriz foi eleita a humorista mais engraçada do país pelos leitores do site Universo Online, com 25,4% dos votos. Juntamente com Dani Calabresa, ficou em segundo lugar na lista "O legal em 2011", de Jonathan Pereira, do portal iG, que declarou: "O humor é das mulheres!". Por sua hábil improvisação, o colunista Endrigo Annyston, também do iG, alcunhou-a "Rainha do Improviso", em 2013, e proferiu: "[Tatá] não é apenas humorista, é atriz. Completa. Tem futuro. Em meio a tanto mais do mesmo no humor, Tatá Werneck tem feito diferença". Em dezembro do mesmo ano, ficou em quinto lugar no catálogo "20 mulheres que brilharam em 2013", novamente elaborado pelo site iG, e ocupou uma posição na lista "Os 100 mais influentes do Brasil", da Época. Em 2014, a moça conquistou o título de "Atriz Revelação" em uma enquete realizada com os telespectadores da TV Globo pelo Folha de S.Paulo e foi nomeada "Mulher do Ano" pela edição brasileira da revista masculina GQ. Em 2016, a humorista foi apontada como a personalidade mais influente entre os jovens brasileiros com idade entre catorze e dezessete anos em uma enquete realizada pelo Provokers, com 51,7% dos votos, e, em maio, foi condecorada com o título "Rainha da Comédia", pela revista Capricho.
Também vem a atriz acumulando prêmios nos últimos anos, tendo vencido os troféus de "Melhor Atriz" do Circuito Carioca de Esquetes do I Festival Internacional de Humor, do Primeiro Campeonato Carioca de Improvisação e do Primeiro Campeonato de Outono de Improvisação, todos por suas atuações em peças teatrais. Em 2012, conquistou no Prêmio Jovem Brasileiro o galardão de "Melhor Humorista" por seu trabalho em Comédia MTV ao Vivo e Trolalá. Com o sucesso de sua atuação em Amor à Vida, a atriz conseguiu triunfar como "Revelação do Ano" em quatro das principais premiações brasileiras: Troféu Imprensa (SBT), Prêmio Extra de Televisão, Prêmio Contigo! e Melhores do Ano (Globo), em um período inferior a doze meses, e conquistou vários outros troféus entre 2013 e 2014. O seu trabalho em Tudo pela Audiência foi também reconhecido e rendeu-lhe o troféu "Humorista Favorito" do Meus Prêmios Nick por dois anos consecutivos - 2014 e 2015, entre outros. Abaixo, encontra-se uma lista com os prêmios e indicações recebidos por Tatá Werneck:
| Ano  | Prêmio                                        | Categoria                                                     | Trabalho indicado                                                     | Resultado |
| ---- | --------------------------------------------- | ------------------------------------------------------------- | --------------------------------------------------------------------- | --------- |
| 2005 | Circuito Carioca de Esquetes                  | "Melhor Atriz"                                                | Peças teatrais                                                        | Venceu    |
| 2005 | Primeiro Campeonato Carioca de Improvisação   | "Melhor Atriz"                                                | Peças teatrais                                                        | Venceu    |
| 2006 | Primeiro Campeonato de Outono de Improvisação | "Melhor Atriz"                                                | Peças teatrais                                                        | Venceu    |
| 2008 | 3º Festival de Esquetes de Humor              | "Melhor Atriz"                                                | Meu Primeiro Anão (Esquete: "Presença de Santiago")                   | Venceu    |
| 2008 | Festival Claro Curtas                         | Menção honrosa de "Melhor Comédia"                            | Os Inclusos e os Sisos                                                | Venceu    |
| 2010 | Prêmio Faz Diferença                          | "Megazine"                                                    | Os Inclusos e os Sisos                                                | Indicada  |
| 2011 | Prêmio Qualidade Brasil                       | "Melhor Atriz de Programa Humorístico"                        | Comédia MTV                                                           | Indicada  |
| 2011 | Meus Prêmios Nick                             | "Humorista Favorito"                                          | Comédia MTV                                                           | Indicada  |
| 2012 | Meus Prêmios Nick                             | "Humorista Favorito"                                          | Comédia MTV ao Vivo                                                   | Indicada  |
| 2012 | Prêmio Jovem Brasileiro                       | "Melhor Humorista"                                            | Comédia MTV ao Vivo e Trolalá                                         | Venceu    |
| 2013 | Meus Prêmios Nick                             | "Humorista Favorito"                                          | Comédia MTV ao Vivo                                                   | Venceu    |
| 2013 | Meus Prêmios Nick                             | "Personagem de TV Favorito"                                   | Amor à Vida                                                           | Indicada  |
| 2013 | Meus Prêmios Nick                             | "Atriz Favorita"                                              | Amor à Vida                                                           | Indicada  |
| 2013 | Prêmio Extra de Televisão                     | "Melhor Atriz Revelação"                                      | Amor à Vida                                                           | Venceu    |
| 2013 | Prêmio Contigo!                               | "Revelação do Ano"                                            | Amor à Vida                                                           | Venceu    |
| 2013 | Melhores do Ano                               | "Atriz Revelação"                                             | Amor à Vida                                                           | Venceu    |
| 2013 | Prêmio APCA                                   | "Melhor Atriz"                                                | Amor à Vida                                                           | Indicada  |
| 2013 | Capricho Awards                               | "Melhor Atriz Nacional"                                       | Amor à Vida                                                           | Venceu    |
| 2013 | Prêmio Faz Diferença                          | "Revista da TV"                                               | Amor à Vida                                                           | Indicada  |
| 2013 | Prêmio Quem de Televisão                      | "Revelação do Ano"                                            | Amor à Vida                                                           | Venceu    |
| 2013 | Melhores do UOL e PopTevê                     | "Atriz/Ator Revelação"                                        | Amor à Vida                                                           | Venceu    |
| 2013 | Melhores do UOL e PopTevê                     | "Melhor Par Romântico" (com Anderson Di Rizzi)                | Amor à Vida                                                           | Indicada  |
| 2013 | Melhores do Ano NaTelinha                     | "Melhor Ator/Atriz Revelação"                                 | Amor à Vida                                                           | Indicada  |
| 2014 | Shorty Awards                                 | "Melhor Comediante" ("Comedian", em inglês)                   | Amor à Vida                                                           | Indicada  |
| 2014 | Troféu Imprensa                               | "Revelação"                                                   | Amor à Vida                                                           | Venceu    |
| 2014 | Troféu Imprensa                               | "Personalidade da Internet"                                   | Amor à Vida                                                           | Venceu    |
| 2014 | Troféu Internet                               | "Revelação"                                                   | Amor à Vida                                                           | Venceu    |
| 2014 | Prêmio Contigo! de TV                         | "Revelação da TV"                                             | Amor à Vida                                                           | Venceu    |
| 2014 | Meus Prêmios Nick                             | "Atriz Favorita"                                              | Amor à Vida                                                           | Venceu    |
| 2014 | Meus Prêmios Nick                             | "Personalidade Nacional Favorita"                             | Amor à Vida                                                           | Indicada  |
| 2014 | Meus Prêmios Nick                             | "Humorista Favorito"                                          | Tudo pela Audiência                                                   | Venceu    |
| 2014 | Essl Foundation                               | Homenagem                                                     | Os Inclusos e os Sisos                                                | Venceu    |
| 2014 | Prêmio Geração Z                              | "Humorista do Ano"                                            | Tudo pela Audiência                                                   | Venceu    |
| 2015 | Prêmio Geração Glamour                        | "Melhor Humorista Feminina"                                   | Tudo pela Audiência                                                   | Venceu    |
| 2015 | Grande Prêmio Smiles do Humor Brasileiro      | "Grand Prix"                                                  | Tudo pela Audiência                                                   | Venceu    |
| 2015 | Grande Prêmio Smiles do Humor Brasileiro      | "Destaque do Ano"                                             | Tudo pela Audiência                                                   | Indicada  |
| 2015 | Meus Prêmios Nick                             | "Humorista Favorito"                                          | Tudo pela Audiência                                                   | Venceu    |
| 2015 | Prêmio Jovem Brasileiro                       | "Melhor Humorista"                                            | Tudo pela Audiência                                                   | Indicada  |
| 2016 | Grande Prêmio Smiles do Humor Brasileiro      | "Melhor Atriz de Comédia"                                     | Tudo pela Audiência                                                   | Indicada  |
| 2016 | Prêmio Jovem Brasileiro                       | "Melhor Apresentadora Eleita Pelos Jovens"                    | Tudo pela Audiência                                                   | Venceu    |
| 2016 | Prêmio Jovem Brasileiro                       | "Melhor Humorista"                                            | Tudo pela Audiência                                                   | Venceu    |
| 2016 | Prêmio Jovem Brasileiro                       | "Jovem do Ano"                                                | Tudo pela Audiência                                                   | Indicada  |
| 2016 | Prêmio Jovem Brasileiro                       | "Melhor Instagram"                                            | Perfil da artista no Instagram                                        | Indicada  |
| 2016 | Prêmio Extra de Televisão                     | "Melhor Atriz"                                                | Haja Coração                                                          | Indicada  |
| 2016 | Prêmio Quem de Televisão                      | "Melhor Atriz"                                                | Haja Coração                                                          | Indicada  |
| 2017 | Troféu Internet                               | "Melhor Apresentadora"                                        | Tudo pela Audiência                                                   | Indicada  |
| 2017 | Grande Prêmio Smiles do Humor Brasileiro      | "Grand Prix"                                                  | TOC: Transtornada Obsessiva Compulsiva e O Estranho Show de Renatinho | Indicada  |
| 2017 | Grande Prêmio Smiles do Humor Brasileiro      | "Melhor Atriz de Comédia"                                     | Haja Coração                                                          | Venceu    |
| 2017 | Prêmio Jovem Brasileiro                       | "Melhor Atriz Jovem"                                          | Haja Coração                                                          | Indicada  |
| 2017 | Prêmio Jovem Brasileiro                       | "Apresentador ou Repórter da TV"                              | Lady Night                                                            | Indicada  |
| 2017 | Prêmio Jovem Brasileiro                       | "Melhor Humorista Jovem"                                      | Lady Night                                                            | Indicada  |
| 2017 | Prêmio Jovem Brasileiro                       | "Melhor Instagram"                                            | Perfil da artista no Instagram                                        | Indicada  |
| 2017 | Meus Prêmios Nick                             | "Instagram Brasileiro Favorito"                               | Perfil da artista no Instagram                                        | Indicada  |
| 2017 | Meus Prêmios Nick                             | "Artista de TV Favorito"                                      | Lady Night                                                            | Indicada  |
| 2017 | Prêmio Contigo! Online                        | "Melhor Apresentadora"                                        | Lady Night                                                            | Venceu    |
| 2017 | Troféu APCA[carece de fontes?]                | "Melhor Apresentadora"                                        | Lady Night                                                            | Venceu    |
| 2017 | Prêmio Faz Diferença                          | "Revista da TV"                                               | Lady Night                                                            | Indicada  |
| 2017 | Prêmio Extra de Televisão                     | "Melhor Apresentadora"                                        | Lady Night                                                            | Venceu    |
| 2018 | Troféu Internet                               | "Melhor Apresentadora"                                        | Lady Night                                                            | Indicada  |
| 2018 | Capricho Awards                               | "Artista Nacional"                                            | Lady Night                                                            | Indicada  |
| 2018 | Capricho Awards                               | "Melhor Casal Real"                                           | Tatá e Rafael Vitti                                                   | Indicada  |
| 2018 | Prêmio Geração Glamour                        | "Mulher Bacana"                                               | Ela mesma                                                             | Venceu    |
| 2018 | MTV Millennial Awards Brasil                  | "Pet do Ano"                                                  | Tufo                                                                  | Indicada  |
| 2018 | Meus Prêmios Nick                             | "Artista de TV Favorito"                                      | Deus Salve o Rei                                                      | Indicada  |
| 2018 | Grande Prêmio Smiles do Humor Brasileiro      | "Melhor Atriz de Comédia"                                     | Deus Salve o Rei                                                      | Indicada  |
| 2018 | Melhores do Ano                               | "Melhor Atriz Coadjuvante"                                    | Deus Salve o Rei                                                      | Indicada  |
| 2018 | Prêmio Jovem Brasileiro                       | "Melhor Atriz"                                                | Deus Salve o Rei                                                      | Indicada  |
| 2018 | Prêmio Jovem Brasileiro                       | "Melhor Apresentadora"                                        | Lady Night                                                            | Indicada  |
| 2018 | Troféu APCA                                   | "Humor"                                                       | Lady Night                                                            | Indicada  |
| 2018 | Prêmio F5                                     | "Melhor Apresentadora de entretenimento"                      | Lady Night                                                            | Venceu    |
| 2018 | Prêmio F5                                     | "Melhor programa de entrevistas"                              | Lady Night                                                            | Venceu    |
| 2018 | Troféu UOL TV e Famosos                       | "Melhor Apresentadora" (críticos)                             | Lady Night                                                            | Venceu    |
| 2018 | Troféu UOL TV e Famosos                       | "Melhor Humorista"                                            | Lady Night                                                            | Venceu    |
| 2018 | Troféu UOL TV e Famosos                       | "Melhor Talk Show" (críticos)                                 | Lady Night                                                            | Venceu    |
| 2018 | Prêmio Faz Diferença - O Globo                | "Segundo Caderno/TV"                                          | Lady Night                                                            | Venceu    |
| 2018 | Prêmio Extra de Televisão                     | "Melhor Apresentadora"                                        | Lady Night                                                            | Venceu    |
| 2019 | Troféu Internet                               | "Melhor Apresentadora"                                        | Lady Night                                                            | Indicada  |
| 2019 | Grande Prêmio Smiles do Humor Brasileiro      | "Melhor Programa no formato Talk-Show"                        | Lady Night                                                            | Venceu    |
| 2019 | Meus Prêmios Nick                             | "Artista de TV Feminina"                                      | Lady Night                                                            | Indicada  |
| 2019 | Prêmio Comunique-se                           | "Âncora & Apresentadora"                                      | Lady Night                                                            | Indicada  |
| 2019 | Prêmio Jovem Brasileiro                       | "Melhor apresentador(a)"                                      | Lady Night                                                            | Indicada  |
| 2019 | Prêmio Jovem Brasileiro                       | "Melhor Influencer de Humor"                                  | Lady Night                                                            | Indicada  |
| 2019 | Prêmio Jovem Brasileiro                       | "Melhor Instagram"                                            | Perfil da artista no Instagram                                        | Indicada  |
| 2019 | Prêmio Contigo! Online                        | "Melhor Atriz de Série"                                       | Shippados                                                             | Indicada  |
| 2019 | Troféu UOL TV e Famosos                       | "Melhor Humorista" (publico)                                  | Shippados                                                             | Venceu    |
| 2019 | Prêmio The Brazilian Critic                   | Melhor Atriz em Série de Comédia                              | Shippados                                                             | Indicada  |
| 2019 | Prêmio F5                                     | "Melhor Atriz de Humor"                                       | Shippados                                                             | Venceu    |
| 2019 | Prêmio F5                                     | "Melhor Programa de Entrevistas"                              | Lady Night                                                            | Venceu    |
| 2019 | Prêmio F5                                     | "Melhor Casal"                                                | Tatá e Rafael Vitti                                                   | Venceu    |
| 2019 | Prêmio F5                                     | "Bebê Mais Fofo"                                              | Clara Maria                                                           | Venceu    |
| 2019 | Prêmio Área VIP                               | "Fofura do Ano"                                               | Clara Maria                                                           | Indicada  |
| 2019 | Prêmio Área VIP                               | "VIP do Ano"                                                  | Tatá Werneck                                                          | Indicada  |
| 2020 | Meus Prêmios Nick                             | "Ship do Ano"                                                 | Tatá e Rafael Vitti                                                   | Indicada  |
| 2020 | Prêmio Toda Teen                              | "Casal do Ano"                                                | Tatá e Rafael Vitti                                                   | Indicada  |
| 2020 | Troféu Internet                               | "Melhor Apresentadora"                                        | Lady Night                                                            | Indicada  |
| 2020 | Prêmio F5                                     | "Melhor Programa de Entrevistas"                              | Lady Night                                                            | Venceu    |
| 2020 | Prêmio Contigo! de TV                         | "Melhor Talk Show"                                            | Lady Night                                                            | Venceu    |
| 2020 | Splash Awards                                 | "Melhor Humorista"                                            | Lady Night                                                            | Indicada  |
| 2020 | Splash Awards                                 | "Melhor Apresentador(a)"                                      | Lady Night                                                            | Venceu    |
| 2021 | Troféu Internet                               | "Melhor Programa de TV"                                       | Lady Night                                                            | Indicada  |
| 2021 | Troféu Internet                               | "Melhor Programa de Entrevistas"                              | Lady Night                                                            | Indicada  |
| 2021 | Troféu Internet                               | "Melhor Apresentadora/ Animadora de Auditório"                | Lady Night                                                            | Indicada  |
| 2021 | Troféu Imprensa                               | "Melhor Programa de Entrevistas"                              | Lady Night                                                            | Venceu    |
| 2021 | Prêmio Comunique-se                           | "Apresentadora"                                               | Lady Night                                                            | Indicada  |
| 2021 | Meus Prêmios Nick                             | "Artista de TV Feminino"                                      | Lady Night                                                            | Venceu    |
| 2021 | Prêmio Contigo! de TV                         | Melhor Talk Show                                              | Lady Night                                                            | Venceu    |
| 2021 | Melhores do Ano                               | Humor: Troféu Paulo Gustavo                                   | Lady Night                                                            | Venceu    |
| 2021 | Prêmio iBest                                  | "Humor" (voto popular)                                        | Tatá Werneck                                                          | Venceu    |
| 2021 | Prêmio iBest                                  | "Humor" (voto academia iBest)                                 | Tatá Werneck                                                          | Venceu    |
| 2021 | Prêmio iBest                                  | "Influenciador do Ano - Rio de Janeiro" (voto popular)        | Tatá Werneck                                                          | 3° lugar  |
| 2021 | Prêmio iBest                                  | "Influenciador do Ano - Rio de Janeiro" (voto academia iBest) | Tatá Werneck                                                          | 2° lugar  |
| 2021 | Prêmio iBest                                  | "Instagrammer do Ano" (voto popular)                          | Perfil da artista no Instagram                                        | 2° lugar  |
| 2021 | Prêmio iBest                                  | "Instagrammer do Ano" (voto academia iBest)                   | Perfil da artista no Instagram                                        | 2° lugar  |
| 2022 | SEC Awards                                    | "Destaque em TV"                                              | Lady Night                                                            | Indicada  |
| 2022 | Prêmio iBest                                  | "Humor"                                                       | Tatá Werneck                                                          | TOP3      |
| 2022 | Prêmio iBest                                  | "Influenciador Rio de Janeiro"                                | Tatá Werneck                                                          | Venceu    |
| 2022 | Prêmio iBest                                  | "Instagrammer do Ano"                                         | Tatá Werneck                                                          | TOP3      |
| 2022 | Troféu AIB de Imprensa                        | "Melhor Influencer"                                           | Tatá Werneck                                                          | Indicada  |
| 2022 | Prêmio Jovem Brasileiro                       | "Melhor Programa ou Novela"                                   | Lady Night                                                            | Indicada  |
| 2022 | Prêmio Contigo! Online                        | "Talk Show"                                                   | Lady Night                                                            | Venceu    |
| 2022 | Splash Awards                                 | "Melhor Programa"                                             | Lady Night                                                            | Venceu    |
| 2022 | Splash Awards                                 | "Melhor Apresentação de Programa"                             | Lady Night                                                            | Indicada  |
| 2022 | Prêmio Área VIP                               | "Melhor Talk Show/ Programa de Entrevista"                    | Lady Night                                                            | Venceu    |
| 2022 | Melhores do Ano                               | "Humor: Troféu Paulo Gustavo"                                 | Lady Night                                                            | Venceu    |
| 2023 | Troféu Internet                               | "Melhor Programa de TV"                                       | Lady Night                                                            | Pendente  |
| 2023 | Troféu Internet                               | "Melhor Programa de Entrevistas"                              | Lady Night                                                            | Pendente  |
| 2023 | Troféu Internet                               | "Melhor Animadora ou Apresentadora de Programa de Auditório"  | Lady Night                                                            | Pendente  |
| 2023 | Prêmio iBest                                  | "Apresentador de TV/ Streaming"                               | Lady Night                                                            | Pendente  |
| 2023 | Prêmio iBest                                  | "Fandom Brasil"                                               | Tatá Werneck                                                          | Pendente  |
| 2023 | Prêmio iBest                                  | "Humor"                                                       | Tatá Werneck                                                          | Pendente  |
| 2023 | Prêmio iBest                                  | "Instagrammer do Ano"                                         | Tatá Werneck                                                          | Pendente  |
| 2023 | Prêmio iBest                                  | "Influenciador do Ano - RJ"                                   | Tatá Werneck                                                          | Pendente  |
| 2023 | Prêmio iBest                                  | "Influenciador Twitter"                                       | Tatá Werneck                                                          | Pendente  |
| 2023 | BreakTudo Awards                              | "Melhor Atriz Nacional"                                       | Terra e Paixão                                                        | Indicada  |
| 2023 | Melhores do Ano                               | "Melhor Atriz Coadjuvante"                                    | Terra e Paixão                                                        | Venceu    |
| 2023 | Troféu IstoÉ - Brasileiros do Ano             | "Televisão"                                                   | Terra e Paixão                                                        | Venceu    |
| 2024 | SEC Awards                                    | "Melhor Atriz em Novela"                                      | Terra e Paixão                                                        | Pendente  |
| 2024 | Festival Sesc Melhores Filmes                 | "Melhor Atriz Nacional"                                       | Minha Irmã e Eu                                                       | Indicada  |
| 2024 | Prêmio ABRA de Roteiro                        | "Melhor Roteiro de Variedades"                                | Lady Night - Temp. 6                                                  | Pendente  |
| 2024 | Prêmio ABRA de Roteiro                        | "Melhor Roteiro de Variedades"                                | Lady Night - Temp. 7                                                  | Pendente  |
| 2024 | Prêmio iBest                                  | "Apresentadores de TV/Streaming"                              | Lady Night - Temp. 7                                                  | Pendente  |
| 2024 | Prêmio iBest                                  | "Protagonista Influenciador"                                  | Tatá Werneck                                                          | Indicada  |
| 2024 | Prêmio iBest                                  | "Humorista do Ano"                                            | Tatá Werneck                                                          | Top 3     |
| 2024 | Prêmio iBest                                  | "Influenciador Rio de Janeiro"                                | Tatá Werneck                                                          | Top 3     |
| 2024 | Prêmio iBest                                  | "Influenciador Twitter"                                       | Tatá Werneck                                                          | Indicado  |
| 2024 | Prêmio iBest                                  | "Instagrammer do Ano"                                         | Tatá Werneck                                                          | Top 3     |
| 2024 | Prêmio Cariocas do Ano                        | "Humor"                                                       | Tatá Werneck                                                          | Venceu    |
| 2024 | Melhores do Ano                               | "Humor"                                                       | Lady Night - Temp. 8                                                  | Indicada  |
| 2024 | Melhores do Ano NaTelinha                     | "Melhor Programa de Entrevista"                               | Lady Night - Temp. 8                                                  | Indicada  |
| 2024 | Prêmio F5                                     | "Melhor Humorista"                                            | Lady Night - Temp. 8                                                  | Indicada  |
| 2024 | Prêmio F5                                     | "Melhor Programa"                                             | Lady Night - Temp. 8                                                  | Venceu    |
| 2024 | Prêmio APCA de Televisão                      | "Melhor Programa"                                             | Lady Night - Temp. 8                                                  | Indicada  |
| 2024 | Troféu Sala de TV                             | "Melhor Programa de Entretenimento"                           | Lady Night - Temp. 8                                                  | Venceu    |
| 2024 | Troféu Sala de TV                             | "Melhor Apresentadora"                                        | Lady Night - Temp. 8                                                  | Venceu    |
| 2024 | Troféu Internet                               | "Melhor Talk Show"                                            | Lady Night - Temp. 8                                                  | Venceu    |
| 2024 | Troféu Internet                               | "Melhor Humorista"                                            | Tatá Werneck                                                          | Indicada  |
| 2024 | Troféu Internet                               | "Melhor Apresentadora"                                        | Tatá Werneck                                                          | Indicada  |